# Hypericum elodes
Hypericum elodes surge nos Açores, apenas nas ilhas de São Miguel e na ilha do Pico. Surge ainda no Oeste do Continente Europeu e na Itália. É um género botânico pertencente à família Hypericaceae.